# Schnetzer Ferenc
Schnetzer Ferenc (Baja, 1867. október 26. – Budapest, 1944. április 3.) magyar katona, vezérőrnagy, hadügyminiszter.

## Katonai pályája

### Első világháború
1915.  március 12-én Schnetzer Ferencet, ezredesi rendfokozatban kinevezték a K.u.K. 68. Jászkun gyalogezred parancsnokává. Ezredével, amely 1912 óta megerősített határbiztosítási feladatokat látott el Belgráddal szemben Zimonynál, szerbiai hadműveletekben vett részt.  Április 25-én más beosztást kapott, így az ezred parancsnoki teendőket átadta Kovacsevics Viktor ezredesnek.

### Magyar Tanácsköztársaság
A Tanácsköztársaság idején a Fehérház Bajtársi Egyesület nevű csoport tagja volt. Katonaként aktív szerepet játszott az 1919.  augusztus 6-i Friedrich-féle puccsban, a Tanácsköztársaság megdöntésében. Küldöttség élén augusztus 4-én felkereste a főváros határában várakozó román hadsereg főparancsnokságát, s előadta kérésüket, hogy vonuljanak be Budapestre, mert ott még mindig a bolsevikok uralkodnak. Mardarescu román legfőbb parancsnok teljesítette Schnetzer tábornok kérését.
Mindhárom Friedrich-kormányban a hadügyminisztérium ideiglenes vezetője volt, 1919. augusztus 7. és november 24. között hadügyminiszter volt.
1919. augusztusában ő hozta létre a fegyveres karhatalom intézményét, megbízott hadügyminiszterként.

### Tábori lelkészség
„Az önálló magyar és a hazai felekezeti összetételnek megfelelő katonalelkészi szervezet kiépítése érdekében az első lépést Schnetzer Ferenc hadügyminiszter tette meg, aki 1919 szeptemberében arról értesítette Huszár Károly vallás és közoktatási minisztert, hogy a jelenleg is rendelkezési állományban lévő katonalelkészek ügyében szeptember 17-ére a hadügyminisztériumban értekezletet tart.  A hadügyminiszter sürgősen meg szerette volna oldani a rendelkezési állományban levő (16 római katolikus, 5 református és 2 evangélikus) katonalelkészeknek az egyházmegyébe vagy egyházkerületbe történő átadását, illetve a hadügyminisztérium keretében történő elhelyezését.    December 16-án 4 római katolikus, 1 református és 1 evangélikus tábori lelkész tisztelgett Horthy Miklós fővezérnél, akit Klimkovics József római katolikus tábori lelkész üdvözölt.”

## Későbbi tevékenysége
Hadügyminiszteri beosztása után Schnetzert a kormány a tisztviselők ellátásának teljhatalmú kormánymegbízottjává nevezte ki. Ő vált többek között a köztisztviselők Szövetkezetének elnökévé is.